# Phylloteles formosana
Phylloteles formosana är en tvåvingeart som först beskrevs av Townsend 1933.  Phylloteles formosana ingår i släktet Phylloteles och familjen köttflugor.
Artens utbredningsområde är Taiwan. Inga underarter finns listade i Catalogue of Life.